# Plaça de toros

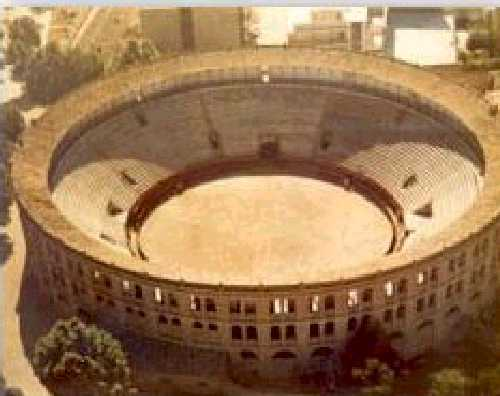
La plaça de Requena, a la Plana d'Utiel.

Una plaça de toros, plaça de braus o plaça de bous és un amfiteatre tancat on es pot practicar la tauromàquia i altres espectacles.

## Places famoses
- França
  - Arena d'Arle, Arle (antic amfiteatre romà)
  - Arena de Nimes, Nimes (antic amfiteatre romà)

- Espanya
  - La Maestranza, Sevilla. (1761).
  - Plaça de Bous de València, València. (1860).
  - Plaça de Toros de Vistalegre, Madrid. (1908-1995, reconstruït en 2000)
  - Plaça de Braus de la Monumental, Barcelona. (1914).
  - Plaça de Toros de Las Ventas, Madrid. (1931) (la tercera més gran del món).
  - Plaça de Toros Les Arenas de Barcelona, Barcelona.
  - Plaça de Bous d'Alacant (1847)
  - Plaça de Bous d'Ondara (1901)
  - Plaça de Bous de Bocairent (el primer del País Valencià) (1843)
  - Plaça de bous de Castelló (1887)

- Mèxic
  - La Monumental Plaça de Toros Mèxic, Ciutat de Mèxic (1946). És la més gran del món, amb capacitat per a 41.262 espectadors.